# Laura Felber
Laura Felber (* 17. August 2001 in Genf) ist eine Schweizer Fussballspielerin.

## Werdegang

### Verein
Laura Felber spielt beim Servette FC Chênois Féminin, der Frauenfussball-Abteilung des Servette FC. Ihr bis zum 30. Juni 2024 laufender Vertrag wurde im Mai 2024 um zwei Jahre verlängert. Ihr Debüt beim Genfer Fussballclub gab sie am 2. September 2017 beim Spiel gegen das Frauenteam Thun Berner Oberland. Mit der ersten Mannschaft spielt Felber seit 2018/19 in der höchsten Liga der Schweiz und qualifizierte sich in der Saison 2019/20 für die UEFA Women’s Champions League. Die Abwehrspielerin mit der Nummer 4 auf dem Rücken hat in der Women’s Super League bereits acht Spiele absolviert, zudem stand sie in einem Fussballspiel für die Champions-League-Qualifikation und in einem für die EM-Qualifikation League B auf dem Platz (Stand: 23. November 2024). Im Jahr 2021 wurde Laura Felber mit dem Servette FC Chênois Féminin Schweizer Meister. 2023 und 2024 wurde sie mit demselben Verein Cupsiegerin.

### Nationalmannschaft
Für die Qualifikation für die Fussball-Weltmeisterschaft der Frauen 2023 wurde Laura Felber erstmals für die Schweizer Fussballnationalmannschaft der Frauen aufgeboten. Am 6. September 2022 absolvierte die Verteidigerin ihr erstes Spiel für die Schweizer Nationalmannschaft. Sie stand im Kader für die Weltmeisterschaft 2023, kam jedoch zu keinem Einsatz. Die Schweiz schied im Achtelfinal aus.